# 아이셀 맘마도바
아이셀 맘마도바(Aysel Məmmədova, 1989년 7월 3일 ~ )는 아제르바이잔의 가수이다. 유로비전 송 콘테스트 2018에서 아제르바이잔 대표로 참가했다.